# Тепловое скольжение
Тепловое скольжение — явление перемещения слоя газа, находящегося у поверхности твёрдого тела, поверхность которого нагрета неравномерно, в направлении к более высокой температуре. Наблюдается в среде, являющейся разреженным газом .

## Качественное рассмотрение
Если поверхность тела нагрета неравномерно, то среди ударяющихся в одну точку молекул газа большую скорость имеют те, которые находятся со стороны большей температуры. Они передают телу разность тангенциальных импульсов в направлении, обратному градиенту температуры. По третьему закону Ньютона в приповерхностном слое газа появляется сила, направленная к более высокой температуре, куда при достаточно малой силе сопротивления будет происходить его перемещение.

## Количественное рассмотрение
Пусть A — точка поверхности тела, ось X направлена в сторону увеличения температуры, координата точки A равна x. Усредняя, можно считать, что все попадающие в точку A молекулы имели последнее столкновение в плоскостях {\displaystyle x+{\overline {\lambda }}_{x}} и {\displaystyle x-{\overline {\lambda }}_{x}}, где  {\displaystyle \lambda } — длина свободного пробега газа. Если скорость скольжения газа равна u, то средние значения скорости молекулы вдоль оси X в этих плоскостях будут соответственно {\displaystyle {\overline {v}}_{x}(x+{\overline {\lambda }}_{x})-u} и {\displaystyle {\overline {v}}_{x}(x-{\overline {\lambda }}_{x})+u}. При стационарном скольжении прекратится передача тангенциального импульса от газа к телу и обратно. Тогда будет выполняться
{\displaystyle {\overline {v}}_{x}(x+{\overline {\lambda }}_{x})-u={\overline {v}}_{x}(x-{\overline {\lambda }}_{x})+u},
откуда
{\displaystyle {u}={{\overline {\lambda }}_{x}{{d{\overline {v}}_{x}} \over {dx}}}}
Очевидно, что в силу изотропности пространства {\displaystyle {\overline {\lambda ^{2}}}=3{\overline {\lambda _{x}^{2}}}}. Можно считать, что {\displaystyle {\overline {\lambda _{x}}}={{\overline {\lambda }} \over {\sqrt {3}}}}. Теорема о равнораспределении даёт {\displaystyle mv_{x}^{2}\approx kT}. Отсюда
{\displaystyle u\approx {{\lambda } \over {2}}{\sqrt {{k} \over {3mT}}}{{dT} \over {dx}}}
Следовательно, тепловое скольжение заметно в разреженных газах, для которых длина свободного пробега {\displaystyle \lambda } велика.